# Victor Pecoraro
Victor Daniel Pecoraro(ur. 13 stycznia 1978 w São Caetano do Sul) – brazylijski aktor telewizyjny i model.

## Wybrana filmografia
- 2002: Marisol jako fotograf
- 2003: Chocolate com Pimenta jako Maurício Von Burgo
- 2006: Cobras & Lagartos jako Robernilson
- 2007: Sete Pecados jako Marcelo
- 2008: Negócio da China jako Felisberto
- 2010: Tempos Modernos jako Ricardo Maurício (Maurição)
- 2011: Aquele Beijo jako José Rubens Lemos de Sá (Rubinho)
- 2012: Dança dos Famosos 9 jako Ele mesmo
- 2012: Corações Feridos jako Vitor Almeida Varela
- 2012: Balacobaco jako Eduardo Corrêa Junior
- 2014: Cuda Jezusa (Milagres de Jesus) jako Naor
- 2015: Dziesięć Przykazań (Os Dez Mandamentos) jako Ikeni